# 药衡
藥衡制（Apothecaries' system）是一種曾用於稱量藥品的英制質量單位系統。其中，1藥衡磅（pound）等於12安士（ounce），每安士為480格令（grain），即約31.1034768克。此重量約當於中國舊制16兩制中的1兩。
不過，自1971年起，英國與美國已正式廢除藥衡制，醫療與藥品劑量全面改用公制單位（如毫克、克），藥衡制現僅見於歷史文獻與古籍中。